# Juniperus gracilior
Juniperus gracilior ist eine Pflanzenart aus der Familie der Zypressengewächse (Cupressaceae). Sie kommt auf der karibischen Insel Hispaniola endemisch vor.

## Beschreibung
Juniperus gracilior wächst als immergrüner Strauch oder Baum der Wuchshöhen von 10 bis 15 Meter erreichen kann. Die locker stehenden Äste und die dünnen Zweige formen bei der Baumform eine kugelige Krone. Die Strauchform ist meist niederliegend. Die Rinde der dickeren Äste blättert in unregelmäßig geformten Platten ab.
Die hellgrünen bis graugrünen, schuppenartigen Blätter stehen gegen- oder wechselständig an den Zweigen und werden 1 bis 1,5 Millimeter groß. Sie haben eine spitz zulaufende Spitze und eine meist unauffällige, oval geformte, dunkelbraune Blattdrüse.
Die Blütezeit von Juniperus gracilior liegt wahrscheinlich im Winter. Die Beerenzapfen stehen an einem geraden, bis zu 2 Millimeter langen Stiel und sind bei einem Durchmesser von 5 bis 7 Millimeter kugelig bis nierenförmig geformt. Zur Reife hin sind sie rötlich blau gefärbt und haben einen bläulichen Glanz. Jeder Zapfen trägt ein bis zwei Samen.

## Verbreitung und Standort
Das natürliche Verbreitungsgebiet von Juniperus gracilior liegt auf der karibischen Insel Hispaniola. In der Dominikanischen Republik findet man sie in der Nähe von Constanza und Hato del Yaque. In Haiti findet man sie entlang des Gebirgszuges der Chaîne de la Selle.
Juniperus gracilior gedeiht in Höhenlagen von 1000 bis 2550 Metern. Man findet die Art vor allem im Hochland.

## Systematik
Die Erstbeschreibung als Juniperus gracilior erfolgte 1913 durch Robert Knud Friedrich Pilger in "Symbolae Antillanae seu Fundamenta Florae Indiae Occidentalis", Band 7, Seite 481.
Die Art wird in bis zu drei Varietäten unterteilt:
- Juniperus gracilior var. ekmanii (Florin) R.P.Adams: Sie kommt im südlichen Haiti in der Chaîne de la Selle vor. Sie wächst als Baum oder Strauch. Ein Synonym ist Juniperus ekmanii Florin.[1][2]
- Juniperus gracilior var. gracilior ist die Nominatform und kommt in der westlichen Dominikanischen Republik in der Nähe von Constanza und Hato del Yaque vor. Sie wächst als Baum oder Strauch.[1][2]
- Juniperus gracilior var. urbaniana (Pilg. & Ekman) R.P.Adams kommt nur in Haiti auf dem Pic la Selle vor. Sie wächst als niederliegender Strauch. Ein Synonym ist Juniperus urbaniana Pilg. & Ekman.[1][2]

## Gefährdung und Schutz
Juniperus gracilior wird in der Roten Liste der IUCN als „stark gefährdet“ geführt. Die Varietät ekmanii wird als "vom Aussterben bedroht" gelistet. Es wird jedoch darauf hingewiesen das eine erneute Überprüfung der Gefährdung notwendig ist. Als Hauptgefährdungsgrund wird der Siedlungsbau genannt, durch den Bestände der Art nur mehr in unzugänglichen Gebieten erhalten geblieben sind.